# Tommaso Maria Zigliara
Tommaso Maria Zigliara (ur. 29 października 1833 w Bonifacio, zm. 10 maja 1893 w Rzymie) – włoski duchowny rzymskokatolicki, dominikanin, kardynał. 

## Życiorys
Święcenia kapłańskie przyjął 17 maja 1856. Rektor Kolegium św. Tomasza (1873-1879). Kreowany kardynałem na konsystorzu 12 maja 1879. Prefekt Kongregacji ds. Odpustów i Świętych Relikwii (1886-1887) i Kongregacji ds. Studiów (1887-1893). Protodiakon św. Kolegium Kardynalskiego (1890-1891). Kardynał biskup Frascati od 6 stycznia 1893, zmarł przed przyjęciem święceń biskupich. Autor licznych prac z zakresu teologii.